# Кривобалківська сільська рада (Саратський район)
Кривоба́лківська сільська́ ра́да — колишня адміністративно-територіальна одиниця та орган місцевого самоврядування в Саратському районі Одеської області. Адміністративний центр — село Крива Балка.

## Загальні відомості
Кривобалківська сільська рада утворена в 1947 році.
- Територія ради: 59,35 км²
- Населення ради: 2 002 осіб (станом на 2001 рік)

## Населені пункти
Сільській раді були підпорядковані населені пункти:
- с. Крива Балка
- с. Над'ярне

## Населення
Згідно з переписом УРСР 1989 року чисельність наявного населення сільської ради становила 1766 осіб, з яких 781 чоловік та 985 жінок.
За переписом населення України 2001 року в сільській раді мешкала 2001 особа.

### Мова
Розподіл населення за рідною мовою за даними перепису 2001 року:
| Мова       | Відсоток |
| ---------- | -------- |
| українська | 88,76 %  |
| російська  | 5,49 %   |
| молдовська | 3,85 %   |
| болгарська | 0,70 %   |
| вірменська | 0,70 %   |
| білоруська | 0,05 %   |
| гагаузька  | 0,05 %   |
| інші       | 0,40 %   |

## Склад ради
Рада складалася з 16 депутатів та голови.
- Голова ради: Венгровська Валентина Петрівна
- Секретар ради: Юрескол Валентина Григорівна

### Керівний склад попередніх скликань
| Прізвище, ім'я, по батькові    | Основні відомості                                                 | Дата обрання | Дата звільнення |
| ------------------------------ | ----------------------------------------------------------------- | ------------ | --------------- |
| Венгровська Валентина Петрівна | Сільський голова, 1950 року народження, освіта вища, позапартійна | 26.03.2006   | 31.10.2010      |
| Венгровська Валентина Петрівна | Сільський голова, 1950 року народження, освіта вища, позапартійна | 31.10.2010   | 25.10.2015      |

Примітка: таблиця складена за даними сайту Верховної Ради України

### Депутати
За результатами місцевих виборів 2010 року депутатами ради стали:

#### За суб'єктами висування
| Суб'єкт висування                                       | Кількість обраних депутатів | %    |
| ------------------------------------------------------- | --------------------------- | ---- |
| Самовисування                                           | 12                          | 75   |
| Партія регіонів                                         | 2                           | 12,5 |
| Політична партія Всеукраїнське об'єднання «Батьківщина» | 2                           | 12,5 |

#### За округами
| № округу                                                | Прізвище, ім'я, по батькові      | Дата визнання обраним | Освіта             | Партійна приналежність                        | Відомості про обраного депутата                                            |
| ------------------------------------------------------- | -------------------------------- | --------------------- | ------------------ | --------------------------------------------- | -------------------------------------------------------------------------- |
| Партія регіонів                                         |                                  |                       |                    |                                               |                                                                            |
| 12                                                      | Цибрій Вікторія Володимирівна    | 03.11.2010            | вища               | член Партії регіонів                          | Саратський центр сім'ї та молоді, спеціаліст                               |
| 14                                                      | Баюш Валентина Іллівна           | 03.11.2010            | середня            | член Партії регіонів                          | сільський комунгосп, касир                                                 |
| Політична партія Всеукраїнське об'єднання «Батьківщина» |                                  |                       |                    |                                               |                                                                            |
| 8                                                       | Юраш Галина Сергіївна            | 03.11.2010            | середня спеціальна | член Всеукраїнського об'єднання «Батьківщина» | Надярн'е ясла-сад, завідувачка                                             |
| 10                                                      | Модвал Валентина Іванівна        | 03.11.2010            | середня спеціальна | член Всеукраїнського об'єднання «Батьківщина» | Надярн'е ясла-сад, завідувачка                                             |
| Самовисування                                           |                                  |                       |                    |                                               |                                                                            |
| 1                                                       | Жбанков Михайло Іванович         | 03.11.2010            | вища               | позапартійний                                 | сільськогосподарський виробничий кооператив ім. Кірова, інженер по ТБ      |
| 2                                                       | Варлан Василь Іванович           | 03.11.2010            | середня спеціальна | позапартійний                                 | будинок культури, худ.керівник                                             |
| 3                                                       | Юрескол Валентина Григорівна     | 03.11.2010            | вища               | позапартійна                                  | сільська рада, секретар                                                    |
| 4                                                       | Баюш Надія Тимофіївна            | 03.11.2010            | середня спеціальна | позапартійна                                  | сільськогосподарський виробничий кооператив ім. Кірова, головний бухгалтер |
| 5                                                       | Федорончук Надія Павлівна        | 03.11.2010            | середня спеціальна | позапартійна                                  | сільська рада, бухгалтер                                                   |
| 6                                                       | Білоус Світлана Семенівна        | 03.11.2010            | вища               | позапартійна                                  | сільська рада, землевпорядник                                              |
| 7                                                       | Балагура Валентина Василівна     | 03.11.2010            | вища               | позапартійна                                  | сільськогосподарський виробничий кооператив ім. Кірова, головний економіст |
| 9                                                       | Сугачевська Людмила Григорівна   | 03.11.2010            | середня            | позапартійна                                  | сільська рада, начальник військово-облікового столу                        |
| 11                                                      | Білошицький Володимир Григорович | 03.11.2010            | вища               | позапартійний                                 | військово-облікового столу ім. Кірова, головний агроном                    |
| 13                                                      | Кирилова Олена Сергіївна         | 03.11.2010            | середня спеціальна | позапартійна                                  | сільська рада, головний бухгалтер                                          |
| 15                                                      | Гінку Ніна Іванівна              | 03.11.2010            | середня спеціальна | позапартійна                                  | фельдшерсько-акушерський пункт, завідувачка                                |
| 16                                                      | Цибрій Василь Йосипович          | 03.11.2010            | середня            | позапартійний                                 | сільський комунгосп, начальник                                             |